# (15302) 1992 TJ1
(15302) 1992 TJ1 là một tiểu hành tinh vành đai chính. Nó được phát hiện bởi Henry E. Holt ở Đài thiên văn Palomar ở Quận San Diego, California, ngày 2 tháng 10 năm 1992.